# Pontus Wernbloom
Pontus Anders Mikael Wernbloom (Kungälv, 25 giugno 1986) è un ex calciatore svedese, di ruolo centrocampista.

## Caratteristiche tecniche
Di ruolo centrocampista, si distingue per la foga agonistica che mette nei contrasti e per la resistenza che mostra nell'arco dei 90 minuti. Può all'occorrenza giocare anche come prima punta, mentre in un'occasione è stato utilizzato anche da terzino sinistro.

## Carriera

### Club
Entrato a far parte delle giovanili dell'IFK Göteborg nel 2004, ha debuttato in prima squadra nel corso della stagione successiva, contraddistinguendosi per il suo stile di gioco duro: in sole sette partite dell'Allsvenskan 2005 giocate quell'anno, ha ricevuto quattro cartellini gialli e uno rosso. A seguito del ritiro di Håkan Mild, avvenuto al termine dell'annata 2005, Wernbloom è stato stabilmente schierato da titolare, nel ruolo di centrocampista. Successivamente ha avuto qualche difficoltà complice un cambio di stile di gioco, ma nell'estate del 2007, dopo la cessione di Marcus Berg, è stato riqualificato nel ruolo di attaccante ed è tornato a partire dal primo minuto con regolarità.
Il 29 aprile 2009 è stato ufficializzato l'accordo per il passaggio di Wernbloom agli olandesi dell'AZ Alkmaar, anche se egli ha comunque giocato per l'IFK Göteborg fino al 30 maggio seguente. Ha debuttato in Eredivisie con la nuova maglia il 2 agosto 2009 contro l'Heracles Almelo, mentre il 21 febbraio 2010 ha segnato il suo primo gol con i biancorossi aprendo le marcature nel 3-3 in trasferta contro il VVV-Venlo. Nei due anni e mezzo trascorsi nei Paesi Bassi ha disputato 67 partite di campionato e realizzato 7 reti.
Nel gennaio del 2012, Wernbloom è stato acquistato dai russi del CSKA Mosca. Il suo debutto ufficiale in rossoblu, avvenuto il 21 febbraio 2012 nell'incontro contro il Real Madrid valido per l'andata degli ottavi di finale di Champions League 2011-2012, ha visto lui stesso segnare nei minuti di recupero il gol del definitivo 1-1. Ha contribuito alla vittoria dei campionati 2012-2013 e 2013-2014 (oltre che della Coppa di Russia 2012-2013 e di due Supercoppe), poi il 9 settembre 2015 ha prolungato il suo contratto con il CSKA fino al giugno 2018. Al termine di quella stagione, insieme alla squadra ha vinto per la terza volta il titolo nazionale. Nel suo ultimo anno in rossoblu, ha giocato spesso da attaccante anziché da centrocampista. Al termine dell'ultima giornata della Prem'er-Liga 2017-2018, il tecnico Viktar Hančarėnka ha confermato che Wernbloom avrebbe lasciato la squadra.
La sua carriera è proseguita in Grecia con il contratto triennale firmato nell'agosto del 2018 con il PAOK. Il 17 dicembre 2018, durante la sfida sul campo del Levadeiakos, si è rotto il tendine di Achille, chiudendo anzitempo una stagione che ha visto il PAOK tornare a laurearsi campione di Grecia 34 anni dopo l'ultima volta. Quella dell'infortunio è stata la sua ultima partita giocata con i bianconeri, visto che oltre ad aver dovuto saltare la rimanente parte della stagione 2018-2019, lo svedese non ha mai giocato neppure nell'intera stagione successiva.
Nell'agosto del 2020 ha rescisso il contratto con il PAOK ed è tornato a giocare per l'IFK Göteborg dopo gli undici anni trascorsi nei campionati esteri.
Il 14 luglio 2021, a stagione in corso, ha comunicato il suo ritiro dal calcio giocato per via dei problemi fisici.

### Nazionale
Ha fatto parte della Nazionale maggiore svedese dal 2007 al 2016. Durante questo periodo, è stato convocato per gli Europei 2012 e per quelli del 2016.

## Statistiche

### Presenze e reti nei club
| Stagione              | Squadra               | Campionato            | Campionato | Campionato | Coppe nazionali | Coppe nazionali | Coppe nazionali | Coppe continentali | Coppe continentali | Coppe continentali | Altre coppe | Altre coppe | Altre coppe | Totale | Totale |
| Stagione              | Squadra               | Comp                  | Pres       | Reti       | Comp            | Pres            | Reti            | Comp               | Pres               | Reti               | Comp        | Pres        | Reti        | Pres   | Reti   |
| --------------------- | --------------------- | --------------------- | ---------- | ---------- | --------------- | --------------- | --------------- | ------------------ | ------------------ | ------------------ | ----------- | ----------- | ----------- | ------ | ------ |
| 2005                  | IFK Göteborg          | A                     | 7          | 1          | SC              | 0               | 0               | -                  | -                  | -                  | -           | -           | -           | 7      | 1      |
| 2006                  | IFK Göteborg          | A                     | 24         | 6          | SC              | 0               | 0               | -                  | -                  | -                  | Int.        | 3           | 0           | 27     | 6      |
| 2007                  | IFK Göteborg          | A                     | 24         | 6          | SC              | 1               | 0               | CU                 | 2                  | 0                  | -           | -           | -           | 27     | 6      |
| 2008                  | IFK Göteborg          | A                     | 25         | 8          | SC              | 2               | 2               | UCL                | 3                  | 2                  | SC          | 1           | 0           | 31     | 12     |
| 2009                  | IFK Göteborg          | A                     | 11         | 5          | SC              | 1               | 1               | -                  | -                  | -                  | SC          | 1           | 0           | 13     | 6      |
| 2009-2010             | AZ Alkmaar            | E                     | 23         | 1          | CO              | 2               | 2               | UCL                | 4                  | 0                  | SB          | -           | -           | 29     | 3      |
| 2010-2011             | AZ Alkmaar            | E                     | 29         | 4          | CO              | 3               | 1               | UEL                | 10                 | 2                  | -           | -           | -           | 42     | 7      |
| 2011-feb. 2012        | AZ Alkmaar            | E                     | 15         | 2          | CO              | 2               | 1               | UEL                | 9                  | 4                  | -           | -           | -           | 26     | 7      |
| Totale AZ             | Totale AZ             | Totale AZ             | 67         | 7          |                 | 7               | 4               |                    | 23                 | 6                  |             | -           | -           | 97     | 17     |
| feb.-mag. 2012        | CSKA Mosca            | PL                    | 11         | 0          | KR              | 0               | 0               | UCL                | 2                  | 1                  | -           | -           | -           | 13     | 1      |
| 2012-2013             | CSKA Mosca            | PL                    | 26         | 4          | KR              | 4               | 0               | UEL                | 2                  | 0                  | -           | -           | -           | 32     | 4      |
| 2013-2014             | CSKA Mosca            | PL                    | 28         | 1          | KR              | 1               | 0               | UCL                | 6                  | 0                  | SR          | 1           | 0           | 36     | 1      |
| 2014-2015             | CSKA Mosca            | PL                    | 25         | 2          | KR              | 4               | 0               | UCL                | 2                  | 0                  | SR          | 1           | 0           | 32     | 2      |
| 2015-2016             | CSKA Mosca            | PL                    | 27         | 4          | KR              | 4               | 0               | UCL                | 10                 | 0                  | -           | -           | -           | 41     | 4      |
| 2016-2017             | CSKA Mosca            | PL                    | 27         | 1          | KR              | 0               | 0               | UCL                | 5                  | 0                  | SR          | 1           | 0           | 33     | 1      |
| 2017-2018             | CSKA Mosca            | PL                    | 23         | 5          | KR              | 0               | 0               | UCL+UEL            | 9+5                | 2+1                | -           | -           | -           | 37     | 8      |
| Totale CSKA Mosca     | Totale CSKA Mosca     | Totale CSKA Mosca     | 167        | 17         |                 | 13              | 0               |                    | 41                 | 4                  |             | 3           | 0           | 224    | 21     |
| 2018-2019             | PAOK                  | SLE                   | 11         | 0          | KE              | 2               | 1               | UEL                | 3                  | 0                  | -           | -           | -           | 16     | 1      |
| 2019-2020             | PAOK                  | SLE                   | -          | -          | KE              | -               | -               | UCL+UEL            | -                  | -                  | -           | -           | -           | -      | -      |
| Totale PAOK Salonicco | Totale PAOK Salonicco | Totale PAOK Salonicco | 11         | 0          |                 | 2               | 1               |                    | 3                  | 0                  |             | -           | -           | 16     | 1      |
| 2020                  | IFK Göteborg          | A                     | 13         | 2          | SC              | 0               | 0               | UEL                | 1                  | 0                  | -           | -           | -           | 14     | 2      |
| 2021                  | IFK Göteborg          | A                     | 6          | 0          | SC              | 3               | 0               | -                  | -                  | -                  | -           | -           | -           | 9      | 0      |
| Totale Goteborg       | Totale Goteborg       | Totale Goteborg       | 110        | 28         |                 | 7               | 3               |                    | 6                  | 2                  |             | 5           | 0           | 128    | 33     |
| Totale carriera       | Totale carriera       | Totale carriera       | 355        | 52         |                 | 29              | 8               |                    | 73                 | 12                 |             | 8           | 0           | 465    | 72     |

### Cronologia presenze e reti in nazionale
| Cronologia completa delle presenze e delle reti in nazionale ― Svezia | Cronologia completa delle presenze e delle reti in nazionale ― Svezia | Cronologia completa delle presenze e delle reti in nazionale ― Svezia | Cronologia completa delle presenze e delle reti in nazionale ― Svezia | Cronologia completa delle presenze e delle reti in nazionale ― Svezia | Cronologia completa delle presenze e delle reti in nazionale ― Svezia | Cronologia completa delle presenze e delle reti in nazionale ― Svezia | Cronologia completa delle presenze e delle reti in nazionale ― Svezia |
| Data                                                                  | Città                                                                 | In casa                                                               | Risultato                                                             | Ospiti                                                                | Competizione                                                          | Reti                                                                  | Note                                                                  |
| --------------------------------------------------------------------- | --------------------------------------------------------------------- | --------------------------------------------------------------------- | --------------------------------------------------------------------- | --------------------------------------------------------------------- | --------------------------------------------------------------------- | --------------------------------------------------------------------- | --------------------------------------------------------------------- |
| 18-1-2007                                                             | Cuenca                                                                | Ecuador                                                               | 2 – 1                                                                 | Svezia                                                                | Amichevole                                                            | -                                                                     | 59’                                                                   |
| 19-1-2008                                                             | Carson City                                                           | Stati Uniti                                                           | 2 – 0                                                                 | Svezia                                                                | Amichevole                                                            | -                                                                     | 78’                                                                   |
| 12-8-2009                                                             | Stoccolma                                                             | Svezia                                                                | 1 – 0                                                                 | Finlandia                                                             | Amichevole                                                            | -                                                                     | 46’ 68’                                                               |
| 18-11-2009                                                            | Cesena                                                                | Italia                                                                | 1 – 0                                                                 | Svezia                                                                | Amichevole                                                            | -                                                                     | 72’                                                                   |
| 3-3-2010                                                              | Swansea                                                               | Galles                                                                | 0 – 1                                                                 | Svezia                                                                | Amichevole                                                            | -                                                                     | 58’                                                                   |
| 29-5-2010                                                             | Stoccolma                                                             | Svezia                                                                | 4 – 2                                                                 | Bosnia ed Erzegovina                                                  | Amichevole                                                            | -                                                                     |                                                                       |
| 2-6-2010                                                              | Minsk                                                                 | Bielorussia                                                           | 0 – 1                                                                 | Svezia                                                                | Amichevole                                                            | -                                                                     | 67’ 85’                                                               |
| 11-8-2010                                                             | Stoccolma                                                             | Svezia                                                                | 3 – 0                                                                 | Scozia                                                                | Amichevole                                                            | -                                                                     | 46’                                                                   |
| 3-9-2010                                                              | Solna                                                                 | Svezia                                                                | 2 – 0                                                                 | Ungheria                                                              | Qual. Euro 2012                                                       | 2                                                                     |                                                                       |
| 7-9-2010                                                              | Malmö                                                                 | Svezia                                                                | 6 – 0                                                                 | San Marino                                                            | Qual. Euro 2012                                                       | -                                                                     | 69’                                                                   |
| 12-10-2010                                                            | Amsterdam                                                             | Paesi Bassi                                                           | 4 – 1                                                                 | Svezia                                                                | Qual. Euro 2012                                                       | -                                                                     | 54’                                                                   |
| 17-11-2010                                                            | Göteborg                                                              | Svezia                                                                | 0 – 0                                                                 | Germania                                                              | Amichevole                                                            | -                                                                     | 75’                                                                   |
| 8-2-2011                                                              | Nicosia                                                               | Cipro                                                                 | 0 – 2                                                                 | Svezia                                                                | Torneo di Cipro 2011                                                  | -                                                                     | 89’                                                                   |
| 29-3-2011                                                             | Solna                                                                 | Svezia                                                                | 2 – 1                                                                 | Moldavia                                                              | Qual. Euro 2012                                                       | -                                                                     | 17’ 65’                                                               |
| 3-6-2011                                                              | Chișinău                                                              | Moldavia                                                              | 1 – 4                                                                 | Svezia                                                                | Qual. Euro 2012                                                       | -                                                                     | 69’                                                                   |
| 7-6-2011                                                              | Solna                                                                 | Svezia                                                                | 5 – 0                                                                 | Finlandia                                                             | Qual. Euro 2012                                                       | -                                                                     | 81’                                                                   |
| 10-8-2011                                                             | Charkiv                                                               | Ucraina                                                               | 0 – 1                                                                 | Svezia                                                                | Amichevole                                                            | -                                                                     | 46’                                                                   |
| 2-9-2011                                                              | Budapest                                                              | Ungheria                                                              | 2 – 1                                                                 | Svezia                                                                | Qual. Euro 2012                                                       | -                                                                     | 88’                                                                   |
| 11-10-2011                                                            | Stoccolma                                                             | Svezia                                                                | 3 – 2                                                                 | Paesi Bassi                                                           | Qual. Euro 2012                                                       | -                                                                     | 74’                                                                   |
| 15-11-2011                                                            | Londra                                                                | Inghilterra                                                           | 1 – 0                                                                 | Svezia                                                                | Amichevole                                                            | -                                                                     | 90’                                                                   |
| 29-2-2012                                                             | Zagabria                                                              | Croazia                                                               | 1 – 3                                                                 | Svezia                                                                | Amichevole                                                            | -                                                                     | 46’                                                                   |
| 30-5-2012                                                             | Göteborg                                                              | Svezia                                                                | 3 – 2                                                                 | Islanda                                                               | Amichevole                                                            | -                                                                     | 46’                                                                   |
| 5-6-2012                                                              | Solna                                                                 | Svezia                                                                | 2 – 1                                                                 | Serbia                                                                | Amichevole                                                            | -                                                                     | 81’                                                                   |
| 19-6-2012                                                             | Kiev                                                                  | Svezia                                                                | 2 – 0                                                                 | Francia                                                               | Euro 2012 - 1º turno                                                  | -                                                                     | 78’                                                                   |
| 15-8-2012                                                             | Solna                                                                 | Svezia                                                                | 0 – 3                                                                 | Brasile                                                               | Amichevole                                                            | -                                                                     | 86’                                                                   |
| 6-9-2012                                                              | Helsingborg                                                           | Svezia                                                                | 1 – 0                                                                 | Cina                                                                  | Amichevole                                                            | -                                                                     | 85’ 88’                                                               |
| 11-9-2012                                                             | Malmö                                                                 | Svezia                                                                | 2 – 0                                                                 | Kazakistan                                                            | Qual. Mondiali 2014                                                   | -                                                                     |                                                                       |
| 12-10-2012                                                            | Tórshavn                                                              | Fær Øer                                                               | 1 – 2                                                                 | Svezia                                                                | Qual. Mondiali 2014                                                   | -                                                                     | 45+2’                                                                 |
| 16-10-2012                                                            | Berlino                                                               | Germania                                                              | 4 – 4                                                                 | Svezia                                                                | Qual. Mondiali 2014                                                   | -                                                                     | 46’                                                                   |
| 14-11-2012                                                            | Solna                                                                 | Svezia                                                                | 4 – 2                                                                 | Inghilterra                                                           | Amichevole                                                            | -                                                                     | 89’                                                                   |
| 6-2-2013                                                              | Solna                                                                 | Svezia                                                                | 2 – 3                                                                 | Argentina                                                             | Amichevole                                                            | -                                                                     | 77’ 83’                                                               |
| 26-3-2013                                                             | Žilina                                                                | Slovacchia                                                            | 0 – 0                                                                 | Svezia                                                                | Amichevole                                                            | -                                                                     | 46’                                                                   |
| 14-8-2013                                                             | Solna                                                                 | Svezia                                                                | 4 – 2                                                                 | Norvegia                                                              | Amichevole                                                            | -                                                                     | 77’                                                                   |
| 6-9-2013                                                              | Dublino                                                               | Irlanda                                                               | 1 – 2                                                                 | Svezia                                                                | Qual. Mondiali 2014                                                   | -                                                                     | 40’ 73’                                                               |
| 11-10-2013                                                            | Solna                                                                 | Svezia                                                                | 2 – 1                                                                 | Austria                                                               | Qual. Mondiali 2014                                                   | -                                                                     | 81’                                                                   |
| 15-10-2013                                                            | Stoccolma                                                             | Svezia                                                                | 3 – 5                                                                 | Germania                                                              | Qual. Mondiali 2014                                                   | -                                                                     | 84’                                                                   |
| 19-11-2013                                                            | Stoccolma                                                             | Svezia                                                                | 2 – 3                                                                 | Portogallo                                                            | Qual. Mondiali 2014                                                   | -                                                                     | 72’                                                                   |
| 5-3-2014                                                              | Ankara                                                                | Turchia                                                               | 2 – 1                                                                 | Svezia                                                                | Amichevole                                                            | -                                                                     | 83’                                                                   |
| 28-5-2014                                                             | Copenaghen                                                            | Danimarca                                                             | 1 – 0                                                                 | Svezia                                                                | Amichevole                                                            | -                                                                     | 78’                                                                   |
| 1-6-2014                                                              | Solna                                                                 | Svezia                                                                | 0 – 2                                                                 | Belgio                                                                | Amichevole                                                            | -                                                                     | 46’                                                                   |
| 8-9-2014                                                              | Vienna                                                                | Austria                                                               | 1 – 1                                                                 | Svezia                                                                | Qual. Euro 2016                                                       | -                                                                     | 85’                                                                   |
| 9-10-2014                                                             | Solna                                                                 | Svezia                                                                | 1 – 1                                                                 | Russia                                                                | Qual. Euro 2016                                                       | -                                                                     | 86’ 90+6’                                                             |
| 12-10-2014                                                            | Solna                                                                 | Svezia                                                                | 2 – 0                                                                 | Liechtenstein                                                         | Qual. Euro 2016                                                       | -                                                                     | 79’                                                                   |
| 27-3-2015                                                             | Chișinău                                                              | Moldavia                                                              | 0 – 2                                                                 | Svezia                                                                | Qual. Euro 2016                                                       | -                                                                     | 85’                                                                   |
| 31-3-2015                                                             | Solna                                                                 | Svezia                                                                | 3 – 1                                                                 | Iran                                                                  | Amichevole                                                            | -                                                                     | 74’                                                                   |
| 8-6-2015                                                              | Oslo                                                                  | Norvegia                                                              | 0 – 0                                                                 | Svezia                                                                | Amichevole                                                            | -                                                                     | 62’                                                                   |
| 14-6-2015                                                             | Solna                                                                 | Svezia                                                                | 3 – 1                                                                 | Montenegro                                                            | Qual. Euro 2016                                                       | -                                                                     | 72’                                                                   |
| 5-9-2015                                                              | Mosca                                                                 | Russia                                                                | 1 – 0                                                                 | Svezia                                                                | Qual. Euro 2016                                                       | -                                                                     | 52’                                                                   |
| 24-3-2016                                                             | Antalya                                                               | Turchia                                                               | 2 – 1                                                                 | Svezia                                                                | Amichevole                                                            | -                                                                     | 71’                                                                   |
| 29-3-2016                                                             | Solna                                                                 | Svezia                                                                | 1 – 1                                                                 | Rep. Ceca                                                             | Amichevole                                                            | -                                                                     | 63’                                                                   |
| 30-5-2016                                                             | Malmö                                                                 | Svezia                                                                | 0 – 0                                                                 | Slovenia                                                              | Amichevole                                                            | -                                                                     | 71’                                                                   |
| Totale                                                                |                                                                       | Presenze                                                              | 51                                                                    |                                                                       | Reti                                                                  | 2                                                                     |                                                                       |

## Palmarès

### Club

#### Competizioni nazionali
- Campionato svedese: 1

IFK Göteborg: 2007
- Coppa di Svezia: 1

IFK Göteborg: 2008
- Supercoppa di Svezia: 1

IFK Göteborg: 2008
- Supercoppa dei Paesi Bassi: 1

AZ Alkmaar: 2009
- Campionato russo: 3

CSKA Mosca: 2012-2013, 2013-2014, 2015-2016
- Coppa di Russia: 1

CSKA Mosca: 2012-2013
- Supercoppa di Russia: 2

CSKA Mosca: 2013, 2014
- Campionato greco: 1

PAOK: 2018-2019
- Coppa di Grecia: 1

PAOK: 2018-2019